# Bubo bubo
Il gufo reale (Bubo bubo (Linnaeus, 1758)) è un uccello rapace facente parte della famiglia degli Strigidi.

## Descrizione

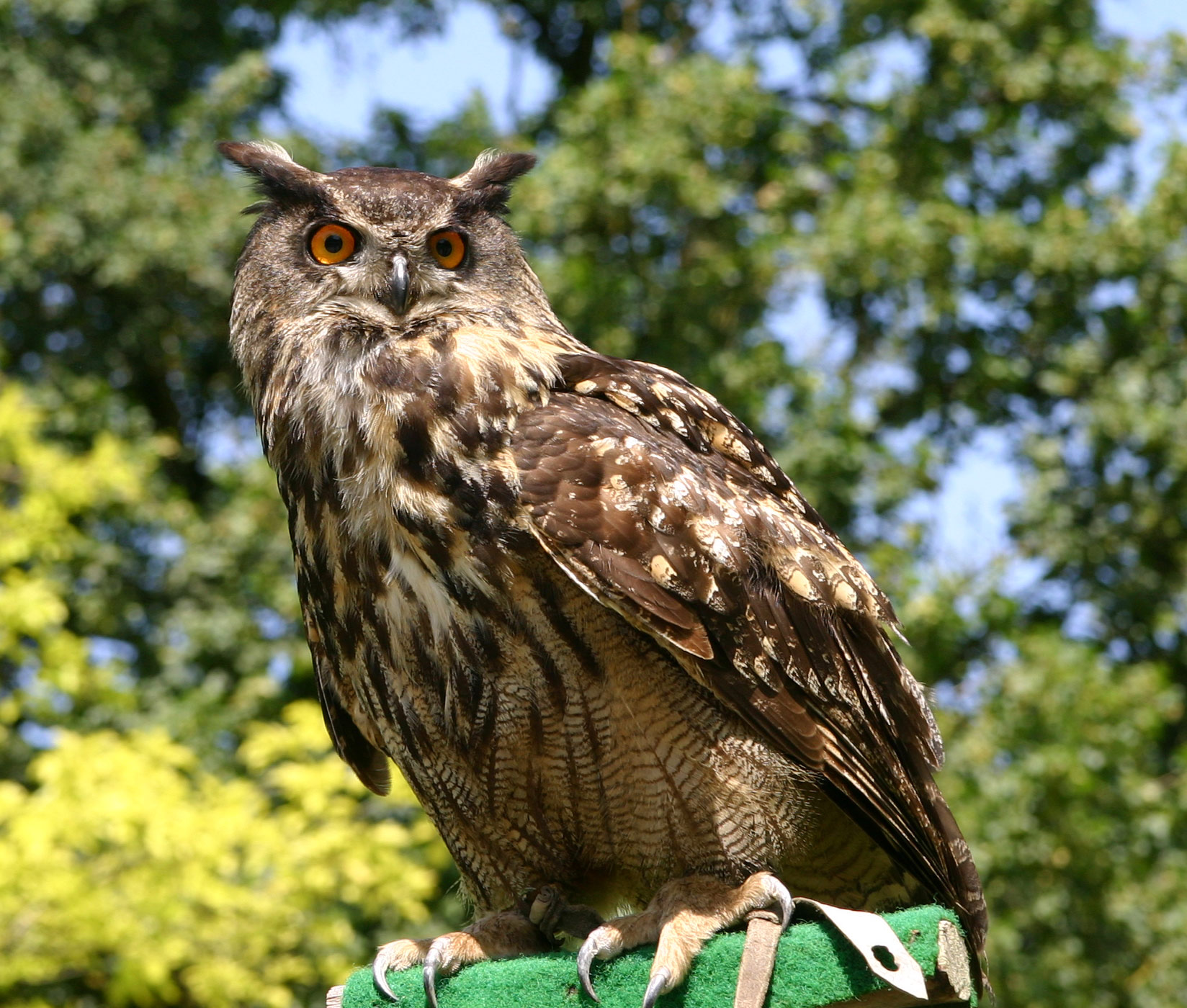
Esemplare di gufo reale di un falconiere

È la specie di gufo più grande con un'apertura alare da 1,60 fino a 2,0 metri per gli esemplari femmine più grandi, ed un'altezza che varia negli adulti dai 65 agli 80 centimetri. Il peso degli adulti varia da 1,55-2,80 kg per i maschi e da 1,75 fino a 4,20 kg per le femmine nelle zone nordiche. Non esiste nessuna differenza cromatica tra maschi e femmine pertanto il dimorfismo sessuale è limitato alle dimensioni dell'animale, è quindi impossibile determinarne il sesso con certezza se non negli esemplari più grandi che sono sicuramente femmine. Il gufo reale può girare la testa di 270 gradi. Ha delle forme massicce con ali arrotondate, coda corta e grande capo; gli occhi frontali con iride giallo-arancio sono sormontati da lunghi ciuffi di penne erettili. Il piumaggio è bruno striato e barrato di nerastro superiormente e giallo brunastro con strie e fitte vermicolature scure inferiormente.

## Distribuzione e habitat
Il gufo reale passa gran parte della sua vita attorno al suo nido, che può trovarsi in una risega di un albero, una fessura fra le rocce o in un ramo vicino comunque al tronco; quasi mai si trova al terreno. Vive principalmente in foreste situate in terreni rocciosi; più raramente vive nelle steppe e quasi mai nelle città (con parchi e alberi), dove di giorno riesce a nascondersi nelle crepe dei muri.
Essendo una specie ad ampia distribuzione, popola una grande quantità di ambienti. Il gufo reale si trova in quasi tutta l'Europa tranne Isole Britanniche, Danimarca, Paesi Bassi, Francia settentrionale e nelle latitudini più settentrionali; in Nordafrica e Medio Oriente e infine in gran parte dell'Asia centrale.
In Italia è presente ovunque più o meno intensamente tranne che in Sicilia, dove era presente almeno sino al 1978; la sua popolazione totale è stimata stabile fra i 500 e i 680 esemplari (250-340 coppie nidificanti). Sulle Alpi nidifica sino al limite superiore delle foreste, prediligendo un'alternanza di piccole barre rocciose, boschi e zone aperte. Può cacciare dalle piane di fondovalle sino alle praterie alpine, come dimostrato dalla vasta gamma di prede rinvenibili sui nidi.

## Biologia
Il gufo reale vive la maggior parte del tempo nel nido, limitando i tempi di caccia all'alba e al crepuscolo.

### Voce
L'ascolto del canto è il più efficace metodo per individuare la presenza della specie. Il maschio emette un cupo "uh-ohh" bitonale, con seconda sillaba più bassa, udibile soprattutto nelle prime ore di buio ed emesso con maggiore regolarità nei mesi di febbraio, marzo e ottobre. Il canto del gufo comune, udibile solo a breve distanza, è formato da una regolare lenta successione di cupi versi monosillabici ("uh...uh...uh").

### Alimentazione

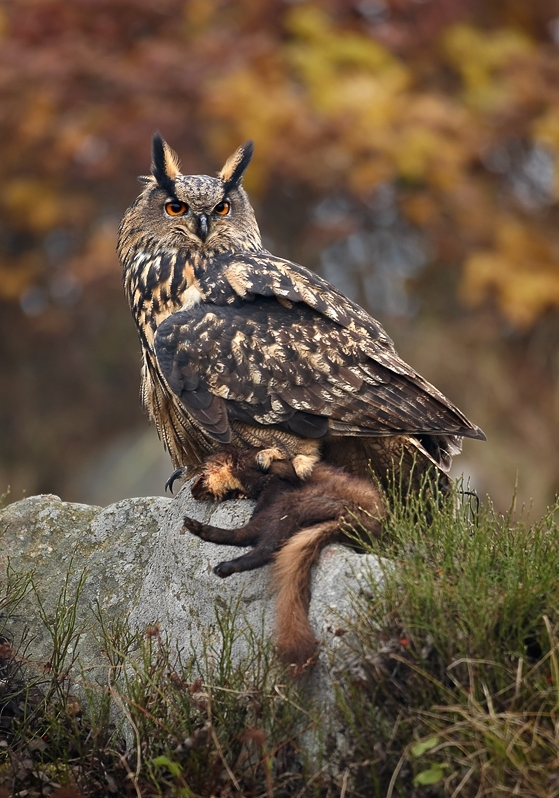
Gufo reale con una martora

Si ciba principalmente di topi, ratti, pipistrelli e piccoli mammiferi (come lepri e conigli), ma anche di prede della taglia della volpe e cuccioli di capriolo. Preda anche altri uccelli (tra cui altri rapaci) e in particolare galline e fagiani. Come gli altri rapaci notturni ingoia intere le prede di piccole o medie dimensioni; le parti non digeribili (ossa, penne, peli, parti chitinose degli insetti) vengono rigettate sotto forma di "borre" di forma allungata con diametro di 3-4 cm.
Le borre vengono rigettate 3-4 volte alla settimana.

### Riproduzione

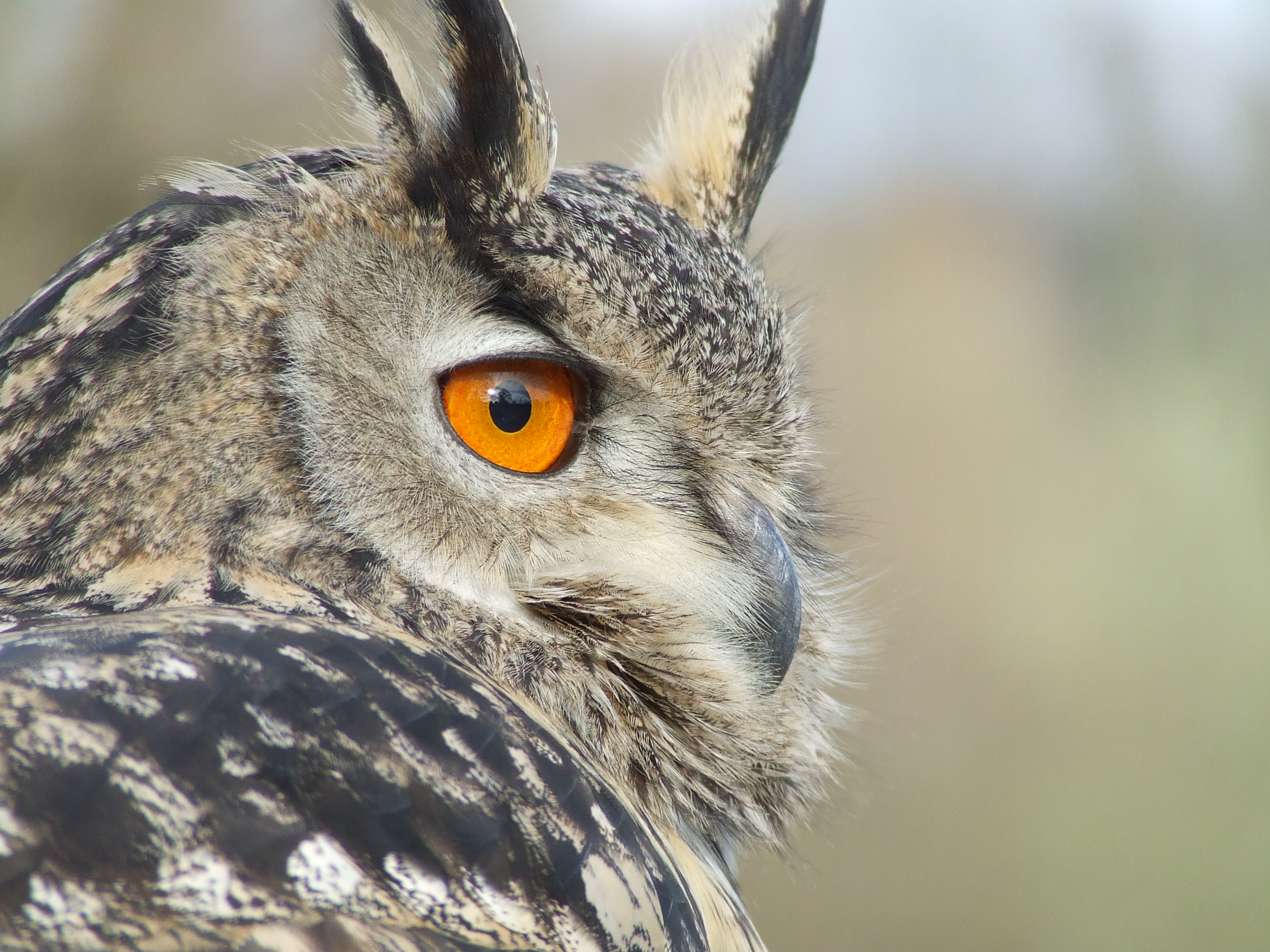
Testa di gufo reale

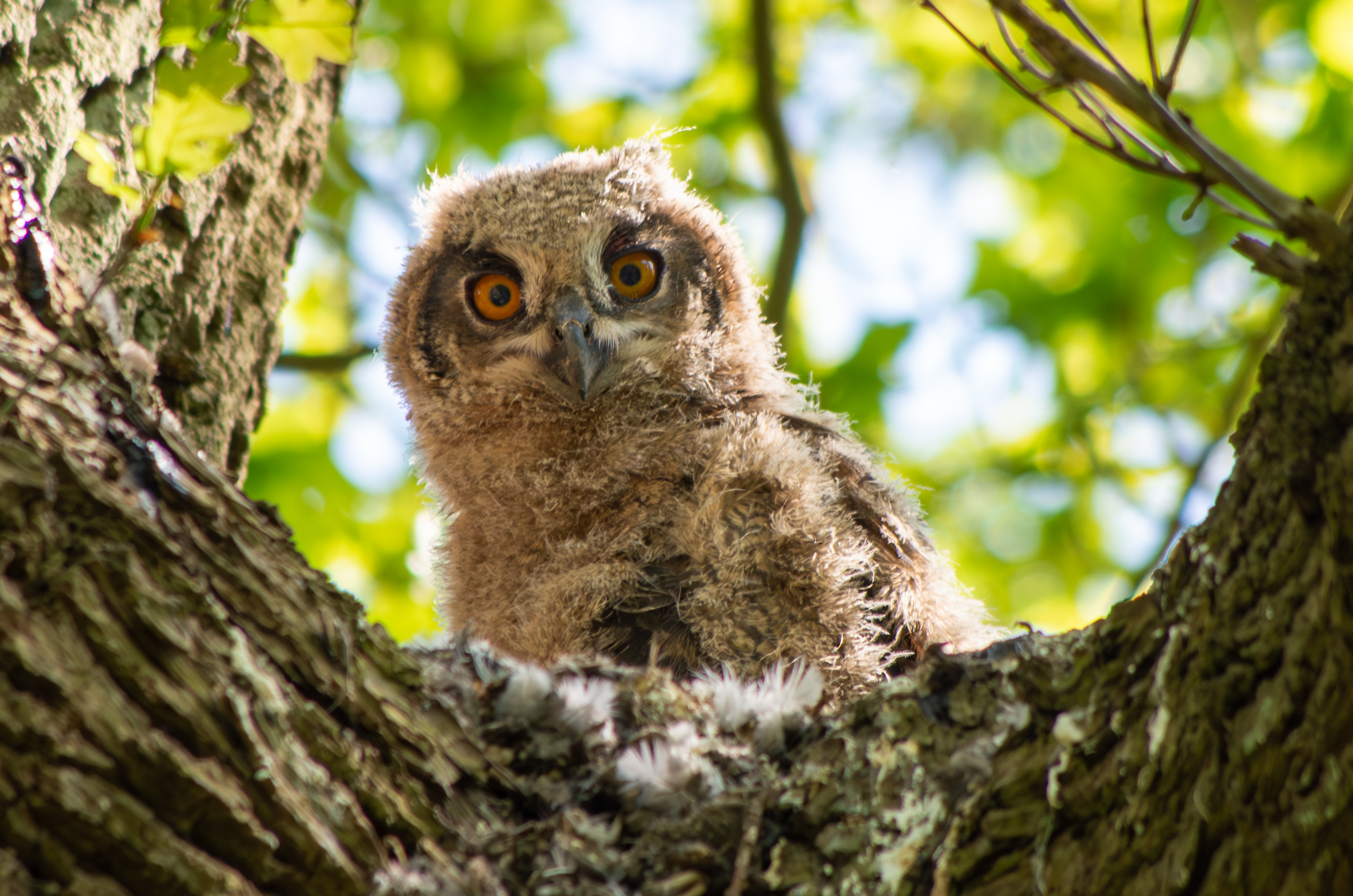
Pulcino di gufo reale

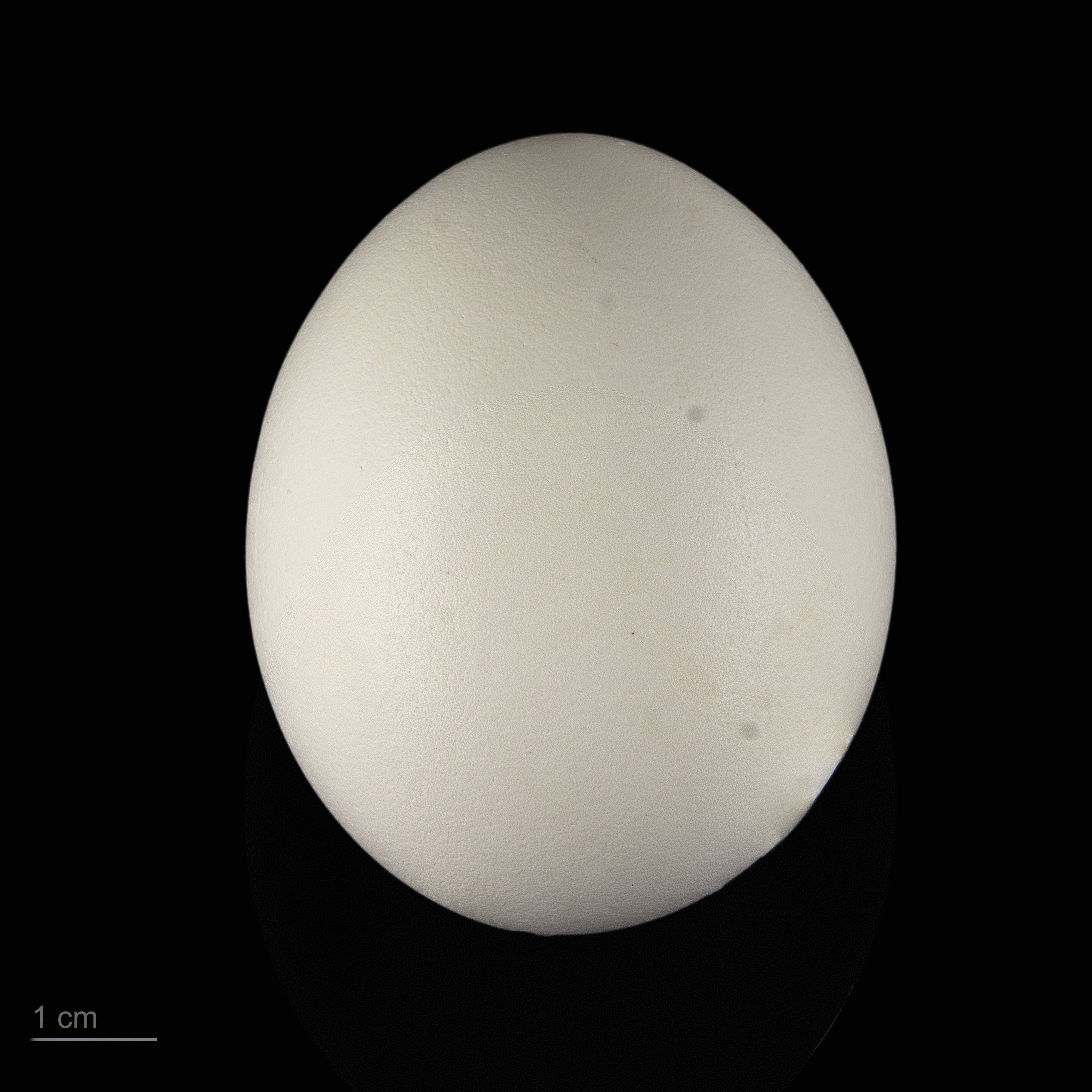
Uovo di Bubo bubo bubo, museo di Tolosa

Il gufo reale nidifica tra marzo ed aprile, collocando i nidi nelle crepe delle rocce o in conche già create. I maschi riproduttori difendono il territorio dai conspecifici segnalando la propria presenza con la regolare emissione del canto nelle ore crepuscolari. La femmina depone su terrazzini di pareti rocciose o in nidi rupicoli costruiti da rapaci diurni o corvidi 2-3 uova bianche dal guscio ruvido (raramente sino a 4) che cova 34-36 giorni; i piccoli restano al nido per 5-6 settimane e vagano quindi nei dintorni per altri 20-30 giorni, dipendendo dagli adulti per il reperimento del cibo. I pulcini sono protetti da un piumaggio lanuginoso di colore grigio topo.

## Tassonomia
Comprende le seguenti sottospecie:
- B. bubo bubo (Linnaeus, 1758)
- B. bubo hispanus Rothschild & Hartert, 1910
- B. bubo interpositus Rothschild & Hartert, 1910
- B. bubo nikolskii Zarudny, 1905
- B. bubo ruthenus Buturlin & Zhitkov, 1906
- B. bubo sibiricus (Gloger, 1833)
- B. bubo yenisseensis Buturlin, 1911
- B. bubo jakutensis Buturlin, 1908
- B. bubo turcomanus (Eversmann, 1835)
- B. bubo omissus Dementiev, 1933
- B. bubo hemachalanus Hume, 1873
- B. bubo tibetanus Bianchi, 1906
- B. bubo tarimensis Buturlin, 1928
- B. bubo kiautschensis Reichenow, 1903
- B. bubo ussuriensis Poliakov, 1915
- B. bubo borissowi Hesse, 1915

### Specie simili
Il gufo comune possiede come il gufo reale occhi aranciati, due lunghi ciuffi di penne sul capo e una livrea bruno giallastra variegata di scuro; le dimensioni sono notevolmente inferiori (lunghezza totale 35–38 cm; apertura alare 85–100 cm) e le forme più esili. Frequenta aree boscate interrotte da radure, pascoli o campi dal fondovalle sino al limite superiore della vegetazione arborea.

## Stato di conservazione
Un tempo perseguitato poiché ritenuto dannoso alle specie di interesse venatorio, il gufo reale è attualmente minacciato soprattutto dalla presenza di un gran numero di cavi sospesi, contro i quali può facilmente urtare durante i suoi voli di caccia notturni. Estinto in Sicilia, nel resto d'Italia la popolazione è considerata numericamente stabile.